# Rio Cágado
O rio Cágado é um rio brasileiro que banha o estado de Sergipe.
É um dos principais afluentes do rio Sergipe, pela margem esquerda.